# 八境台

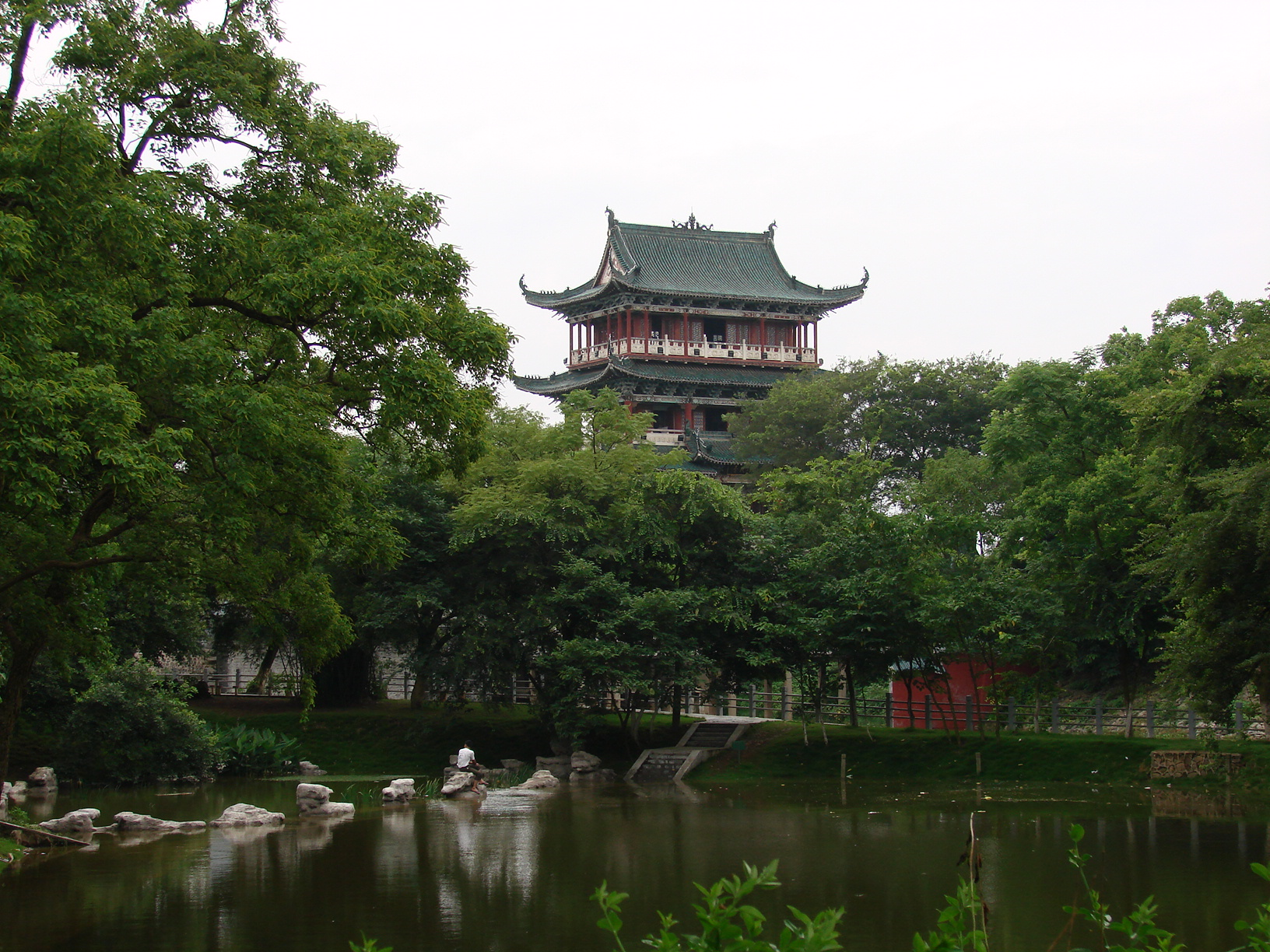
从八境公园内拍摄的八境台远景

八境台位于江西赣州城东北隅古城墙上。最初由于北宋嘉祐年间（1056年～1063年）由虔州知州孔宗翰主持建造，距今已近千年。章江与贡江在八境台下汇合成赣江。在八境台上，赣州八景一览无余，故取名八境台。
八境台原为木结构，建成后曾屡遭火灾。现存的八境台为1984年重建，改为钢筋混凝土仿古结构，于1987年落成。1955年以八境台为主体辟建八境公园，占地7.6公顷，其中水面5.5公顷。